# Tauschermühle

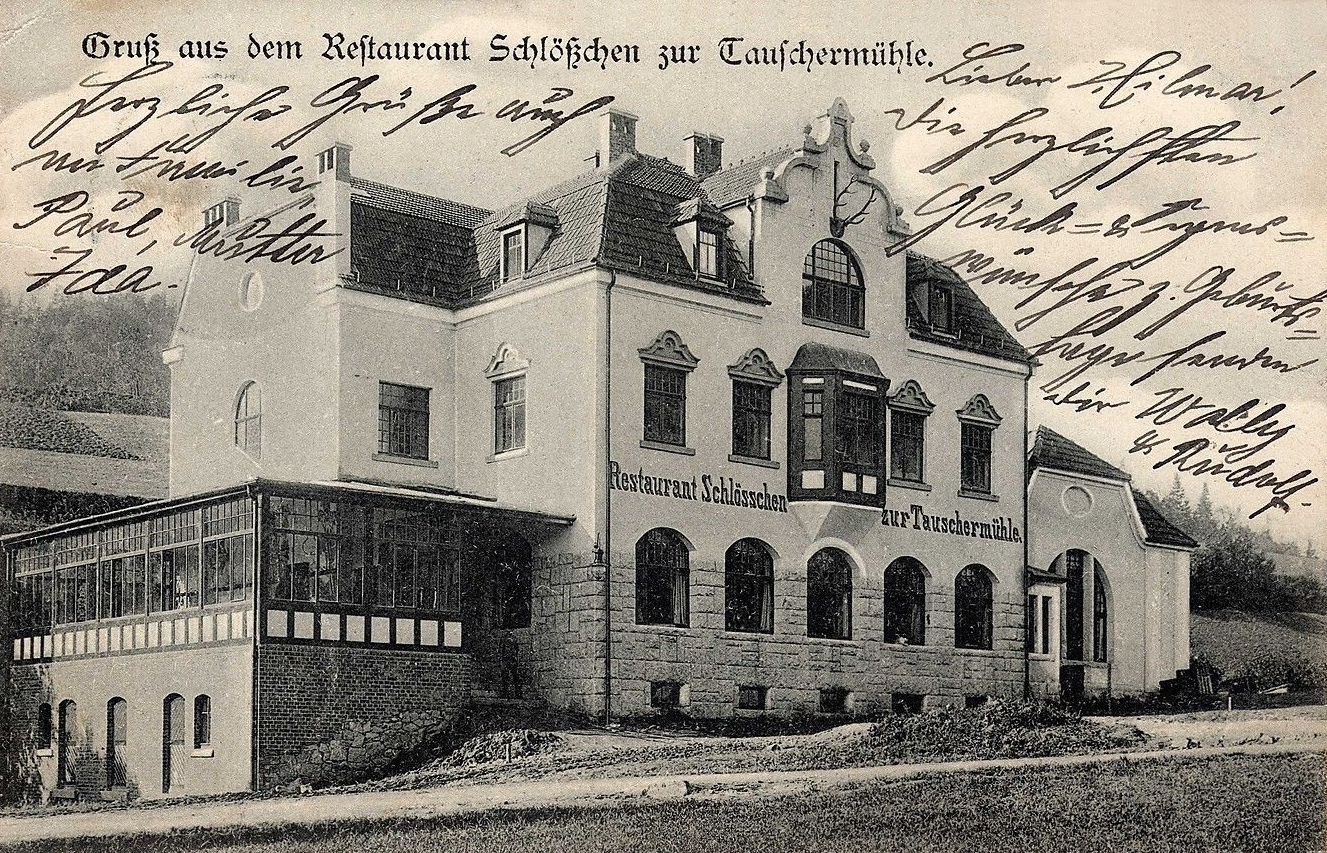
Restaurant Schlösschen zur Tauschermühle anno 1906

Die Tauschermühle war eine historische Wassermühle nebst einer Gaststätte an der Zschorlauer Straße in Aue. Das Bauensemble entstand aus einem am Zschorlaubach errichteten Pochwerk, das im 15. Jahrhundert dem Silberbergbau diente. Im Jahr 1570 wurde es zu einer Wassermühle umgebaut. Im Jahr 1902 kam ein Restaurant hinzu. Wegen Leerstand und Verfall wurde die Gaststätte Tauschermühle in den Jahren 2014/2015 komplett abgerissen.

## Geschichte
Am Zschorlaubach in Neudörfel bei Aue hatten Grubenbesitzer im 15. Jahrhundert zur Gewinnung von Silber aus Erz eine mechanische Vorrichtung errichten lassen, die mittels Wasserkraft angetrieben wurde. Dieses Pochwerk gehörte zu den ältesten Zeugen erzgebirgischer Silberbergbaugeschichte. Als die Erzgewinnung keine große Ausbeute mehr brachte, ließ der Besitzer Georg Heß das Pochwerk im Jahr 1570 umbauen, um mit Wasserkraft und Transmissionsriemen eine Mühle zum Mahlen von Getreide, von Öl und als Sägewerk zu betreiben. Sie wurde „Untere Heßmühle“ genannt und war damit eine von fünf Mühlen im Umland von Aue. Die Heßschen Erben nutzten die Mühle bis zum beginnenden 18. Jahrhundert. Die Mühlenanlage bestand im Jahr 1785 aus einem Haupt- sowie zwei Nebengebäuden und trug in einer Bergwerkskarte in dieser Zeit den Namen Tauscher Mühle. Die im Neuen alphabetischen Orts-Verzeichnis des Königreichs Sachsen für das Jahr 1836 angegebenen beiden Mühlengebäude der Tauschermühle gehörten amtlich zum Kreis Grünhain (Z III) und zum Kreis Wiesenburg (Z II). Die Besitzer waren zum Kirchenkreis Zwönitz bzw. Neustädtel bei Schneeberg gepfarrt. Das im Jahr 1583 eingeweihte Mühlenhauptgebäude war kein einfaches Zweckbauwerk, sondern ansehnlich ausgestaltet. In einer zeitgenössischen Veröffentlichung zu Kunstdenkmalen heißt es dazu: „die Tauschermühle, […] mit farbiger sandsteinerner Rundbogenpforte, deren Thür ein eiserner Klopfer ziert; mit Fachwerkaufbau“.
Im 19. Jahrhundert wurde Johannes Christian Matthes Eigentümer des Mühlenkomplexes. Bis zum Jahr 1932 betrieben dessen Nachfahren die Mühle. Das Wasserrad wurde nach 1917 außer Betrieb genommen, weil es verfallen war.
Im Jahr 1902 eröffnete Louis Hermann Matthes schräg gegenüber der Mühle eine Gaststätte, die er Restaurant Schlösschen zur Tauschermühle nannte. Das Gebäude im Jugendstil erhielt einen entsprechenden Schriftzug auf der Fassade. Auf einer Ansichtskarte aus dem Jahr 1925 heißt es auch „Etablissement Schlösschen zur Tauschermühle“, als Besitzer ist Max Uhlmann angegeben. Beworben wurde das Anwesen mit Gartenlokal, Jagdzimmer, Fremdenzimmer und Veranda, auch eine „Autohaltestelle“ (vermutlich ein Parkplatz) war vermerkt. Beides, der Mühlenkomplex und die Gaststätte, gingen im Jahr 1931 auf Max Bretschneider über, der durch Erwerb und Einbau einer Wasserturbine die Energieerzeugung sichern konnte. Die Turbine erhielt ihr Antriebswasser aus dem Mühlgraben. Zusätzlich war das „Schlösschen“ an das städtische Gasnetz angeschlossen. Die Gaststätte entwickelte sich in den 1930ern und zu Beginn der 1940er Jahre zu einem beliebten Ausflugs- und Tanzetablissement.
Nach dem Kriegsende 1945 nutzten Sowjetsoldaten die Mühlenturbine zum Aufladen von Lampenakkus. Die Soldaten versorgten auf dem Gelände auch ihre Pferde mit frischem Wasser.
Mit der Gründung der DDR wurde das Restaurant Tauschermühle von der HO betrieben, Eigentümer der Immobilie war weiterhin Max Bretschneider. Nach dessen Tod im Jahr 1982 wurde wohl der Gaststättenbetrieb aufgegeben. Die Stadtverwaltung Aue vermietete danach das Gebäude zum Wohnen.
Die Deutsche Wiedervereinigung 1990 brachte die Auflösung der HO mit sich und die letzten Mieter verließen  im Jahr 1998 ihre Wohnungen. Investoren oder Käufer fanden sich anschließend nicht, sodass der Gaststättenkomplex verfiel und zu einer allgemeinen Gefahr wurde. Bereits im Jahr 2007 waren Teile des Giebels eingestürzt und teilweise auf die Straße gefallen. Die Bauaufsicht des Landkreises hat deshalb im Sommer 2014 den Abriss beschlossen, der am 17. September begann. Der auf die Zschorlauer Straße mündende Mühlweg erinnert jedoch weiterhin an die Historie des Ortes.

## Der Mühlenkomplex

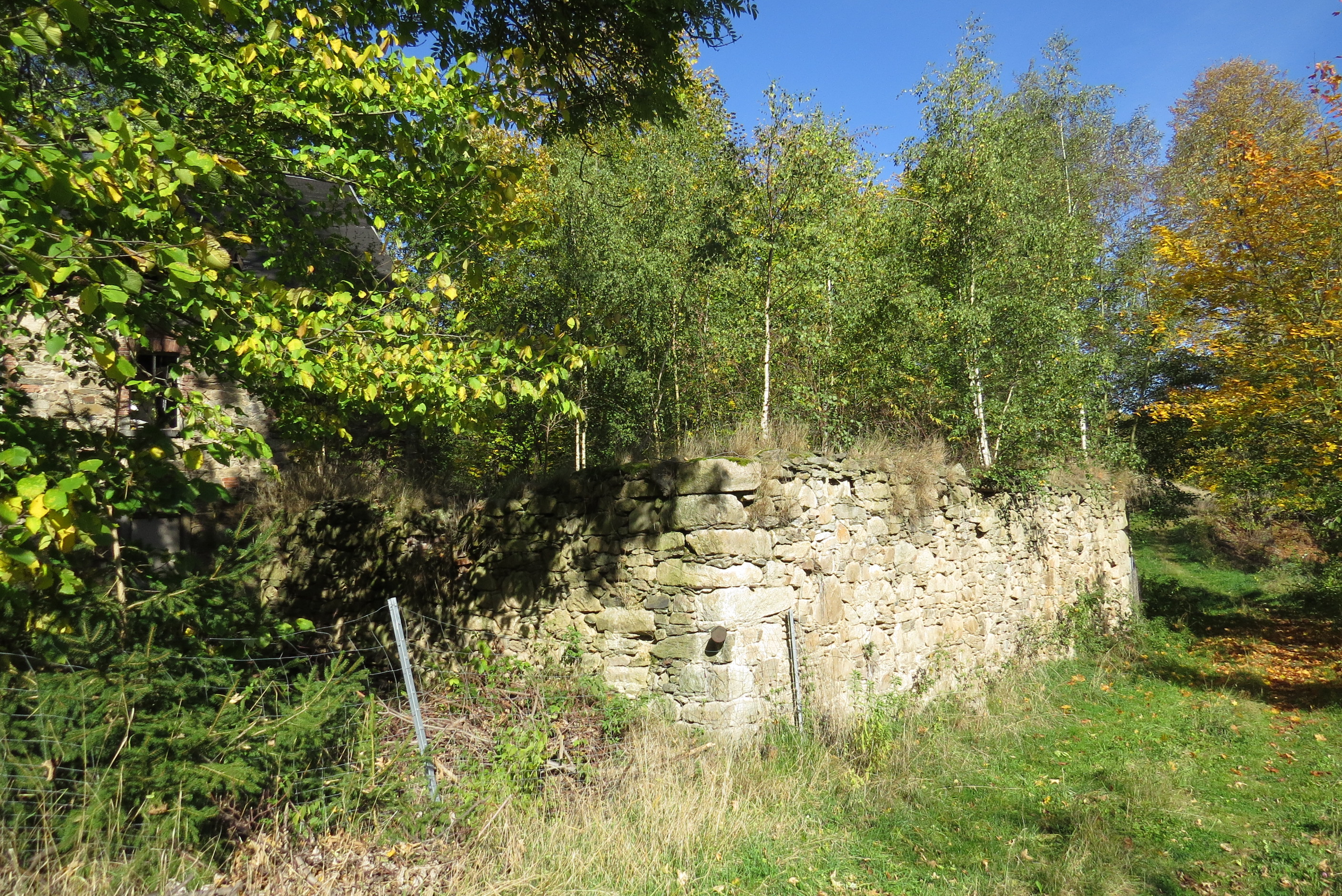
Fundamentrest der Mühlradkammer, 2019

Das Mühlen-Hauptgebäude stand längs des Hanges auf einem Fundament aus Granit und Schiefer. Über dem kellerlosen Fundament erhob sich ein zweistöckiger Fachwerk- und Ziegelbau. Ein schiefergedecktes Satteldach schloss das Gebäude ab. Hangabwärts angebaut war eine aus Natursteinen errichtete Kammer für das Mühlrad mit Wasserabzugsrösche zum Zschorlaubach.

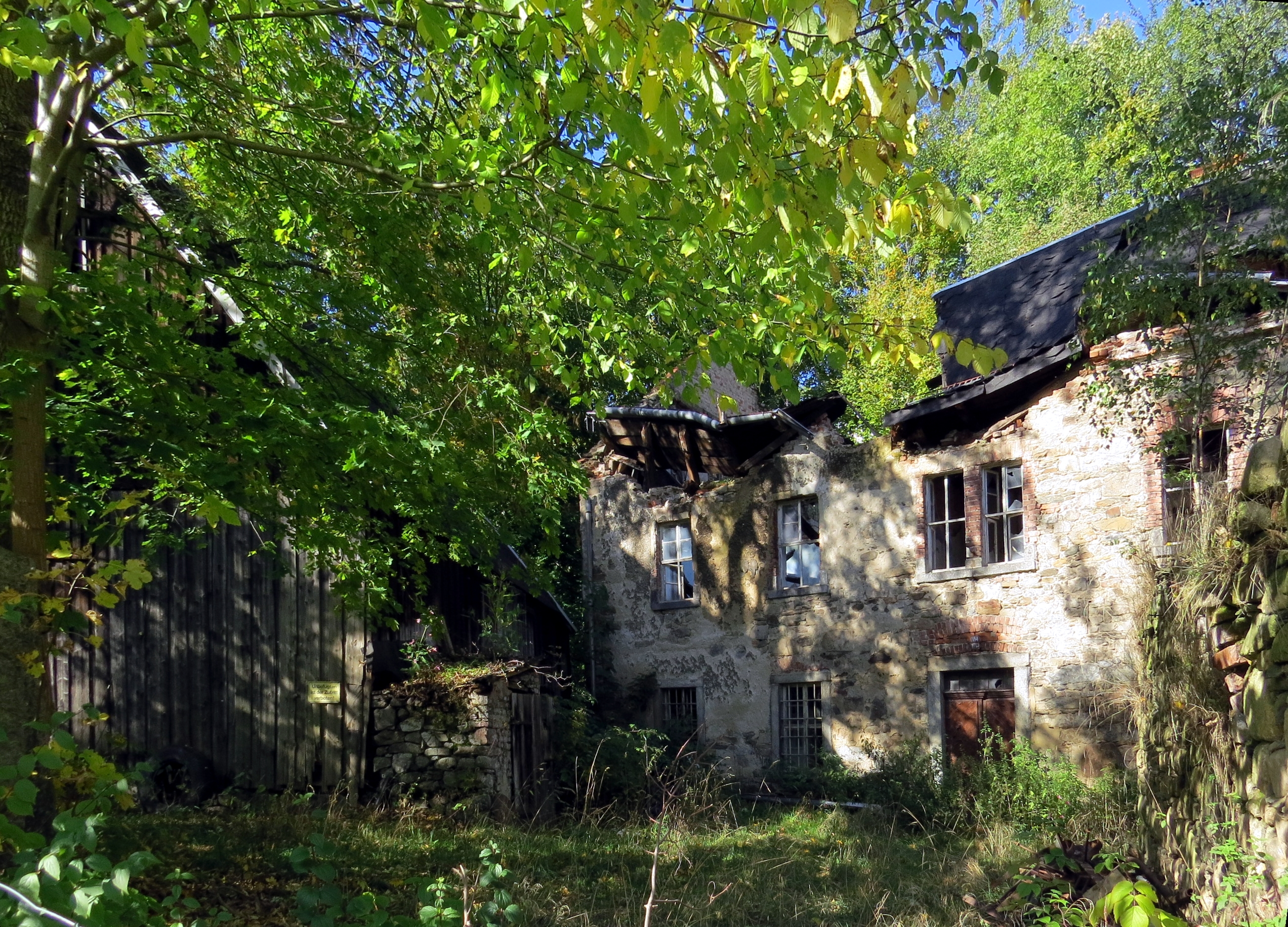
Ruine des Wohnhauses, links daneben Holzscheune, Zustand 2019

Neben dem Hauptgebäude befand sich eine unterkellerte ausgebaute dreigeschossige Scheune, ebenfalls bis zum Untergeschoss aus Natursteinen bestehend. Von den eigentlichen Mühelnbauteilen sind nur noch Reste erhalten.
Das weiter westlich an der Zschorlauer Straße errichtete Gaststättengebäude besaß im Erdgeschoss Rundbogenfenster und war mit einem Krüppelwalmdach versehen. Im Obergeschoss wohnten die Eigentümer. Zwischen 1902 und den 1950er Jahren müssen bauliche Veränderungen vorgenommen worden sein, denn im Vergleich historischer Ansichtskarten mit späteren Fotos zeigt der straßenseitige Giebel samt Erker weniger Verzierungen und die voll verglaste Veranda früherer Jahre ist verschwunden.
Unmittelbar auf dem Gelände der Mühlenanlage hatten frühere Besitzer einen 750 Quadratmeter großen Teich aufgestaut, in dem sie Fischzucht betrieben. Der Teich wurde aufgegeben.
Im 21. Jahrhundert suchte die Stadtverwaltung Aue nach einem neuen Betreiber für die Gaststätte, es fand sich aber niemand. – So wurde das Gebäude zuerst Ziel von Vandalen, 2014/15 musste es aus Sicherheitsgründen abgerissen werden. Die ruinösen Reste der Wohn-Stallanlage sind nun ebenfalls stark einsturzgefährdet und mit einem Metalldrahtzaun gesichert (Zustand Oktober 2019).